# Пороховий хлопець

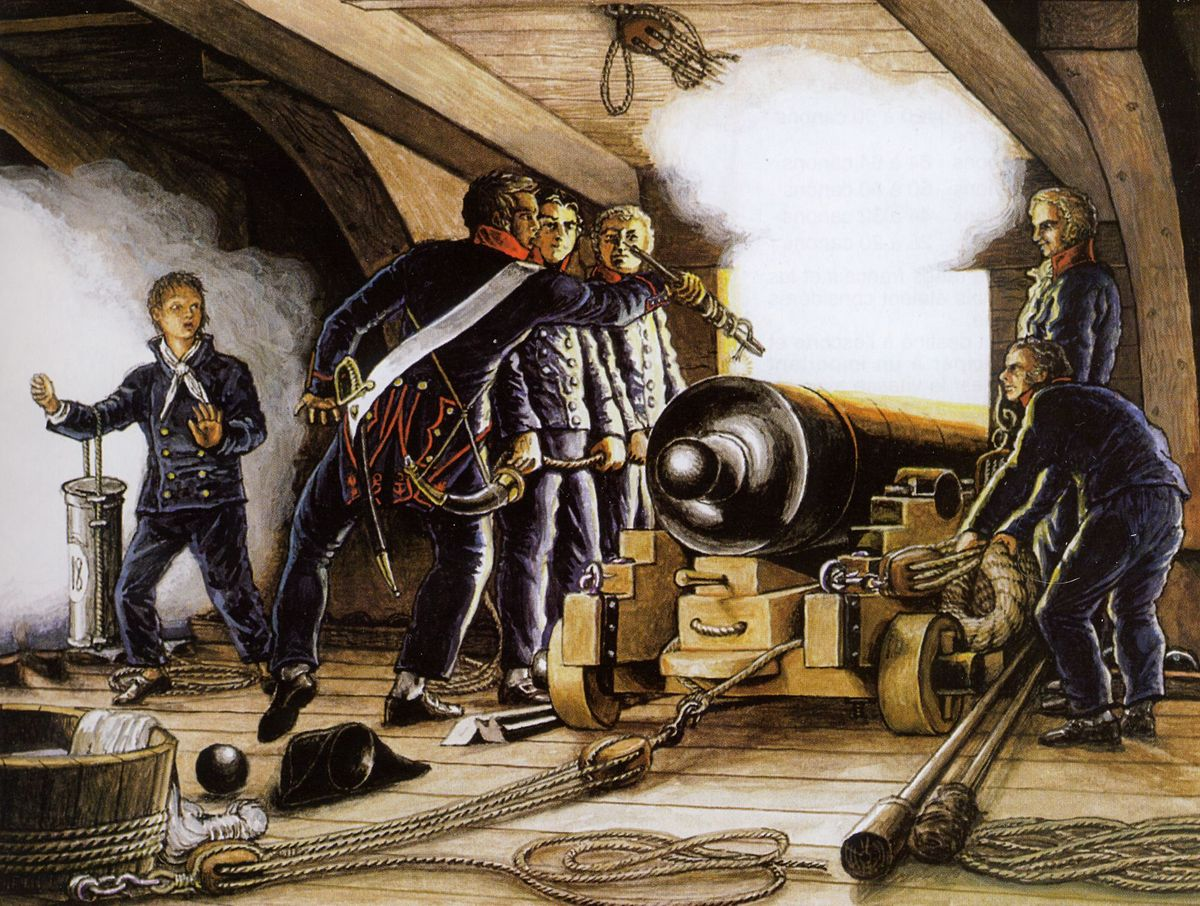
«Порохова мавпа» (ліворуч) на лінійному кораблі

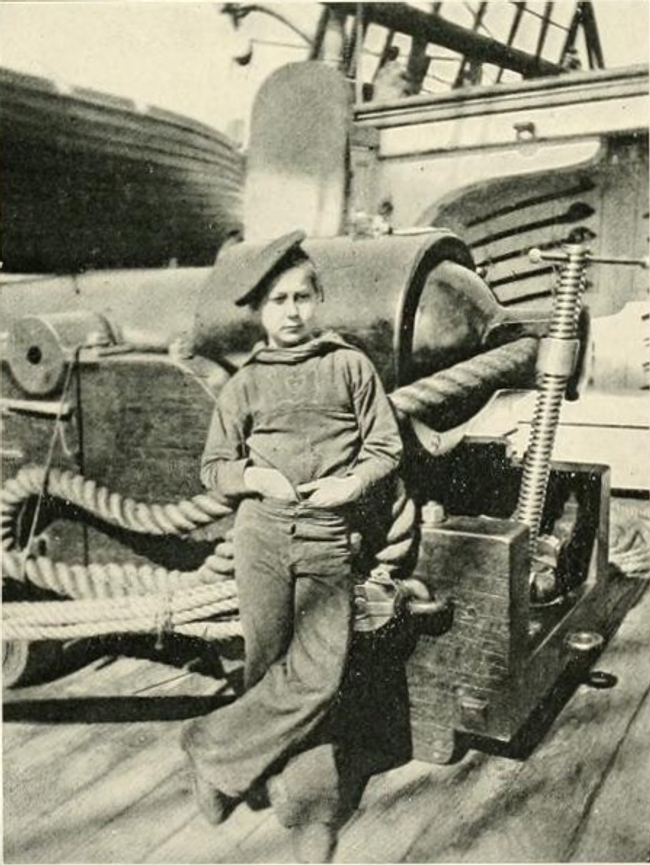
«Порохова мавпа» на кораблі флоту Союзу під час Громадянської війни у США, близько. 1864

Пороховий хлопець чи «порохова мавпа» — член обслуги корабельної гармати і член екіпажу корабля, насамперед у епоху вітрил. Його головним завданням було підносити порох з артилерійського льоху до гармат, в мішках чи картузах з зарядами, що дозволяло мінімізувати ризик його загоряння та вибуху. Цю функцію зазвичай виконували юнги у віці від 12 до 14 років, оскільки вони могли швидко бігати, а через низький зріст їм було легше пересуватися в обмеженому просторі між палубами корабля. Також через низький зріст їх надійніше захищали корабельні планшири від вогню снайперів з ворожих кораблів Порохові хлопці зазвичай не мали офіційного морського звання на кораблі, на якому служили. Іноді відповідну роботу виконували жінки чи дорослі чоловіки..
Багато з порохових хлопців флоту Британії походили з бідних робітничих родин. Морське товариство (англ. Marine Society) заохочувало хлопців приєднуватись до Королівського флоту, приваблюючи їх наданням одежі, нічлігу та рудиментарної освіти. На середину 1790-тих оцінювали, що Морське товариство надсилало на флот від п'яти до семи сотень підлітків, хоч не всі з них ставали пороховими хлопцями. Більшість з рекрутованих Морськім товариством хлопців не мали іншого виходу крім служби на флоті, оскільки їх батьки не мали можливості їх прогодувати. Водночас значна частка їх мала сімейні зв'язки з флотом, де служили їх родичі, що спонукало хлопців продовжити сімейну традицію та реалізувати потяг до пригод.
Флот США почав використовувати порохових хлопців наприкінці 1700-тих, запозичивши структуру Королівського флоту. Держави воювали одна проти одної у Війні 1812 року. Тоді обидві сторони використовували особливі фізичні переваги порохових хлопців на своїх військових кораблях. Після Війни 1812 заборонили служити на кораблях хлопцям, молодшим 12 років. Водночас підлітки старші цього віку служили пороховими хлопцями аж до Іспано-американської війни у самому кінці 19 століття.
На Королівському флоті для позначення порохових хлопців використовували термін «порохові мавпи» (powder monkey) починаючи з 17-го століття. Пізніше цей термін використовувався і продовжує використовуватись у деяких країнах для позначення підготовлених техніків чи інженерів, які займаються вибуховими роботами, зокрема у гірництві чи при знесені промислових будівель. Іноді сучасних «порохових мавп» називають також «підривниками».